# Klimmende nachtschade
De klimmende nachtschade (Solanum jasminoides) is een gewoonlijk groenblijvende, kruipende plant met tot 5 m lange stengels. De bladeren zijn ovaal tot lancetvormig; 2,5–5 cm lang en hebben een iets gegolfde rand.
De klimmende nachtschade bloeit van de lente tot de herfst. De 2-2,5 cm grote bloemen van de wilde soort zijn lichtblauw met een grijzige gloed. In het midden van de bloem bevinden zich de gele meeldraden. In het wild worden de bloemen gevolgd door paarse, circa 1,3 cm grote bessen. De geur van de bloemen doet denken aan de geur van jasmijn.
De klimmende nachtschade komt van nature voor in Zuid-Brazilië en Paraguay, waar hij langs bosranden en in struikvegetaties groeit.
In West-Europa kan de klimmende nachtschade in de tuin worden gekweekt, bij voorkeur tegen een muur op het zuiden of het westen. Hier is de plant bladverliezend en kan hij in strenge winters tot de grond afsterven, waarna hij in het voorjaar vanuit de wortels weer opkomt. Er zijn verschillende cultivars ontwikkeld, waaronder 'Album' met witte bloemen en 'Album Variegatum' met witte bloemen en witbont blad.

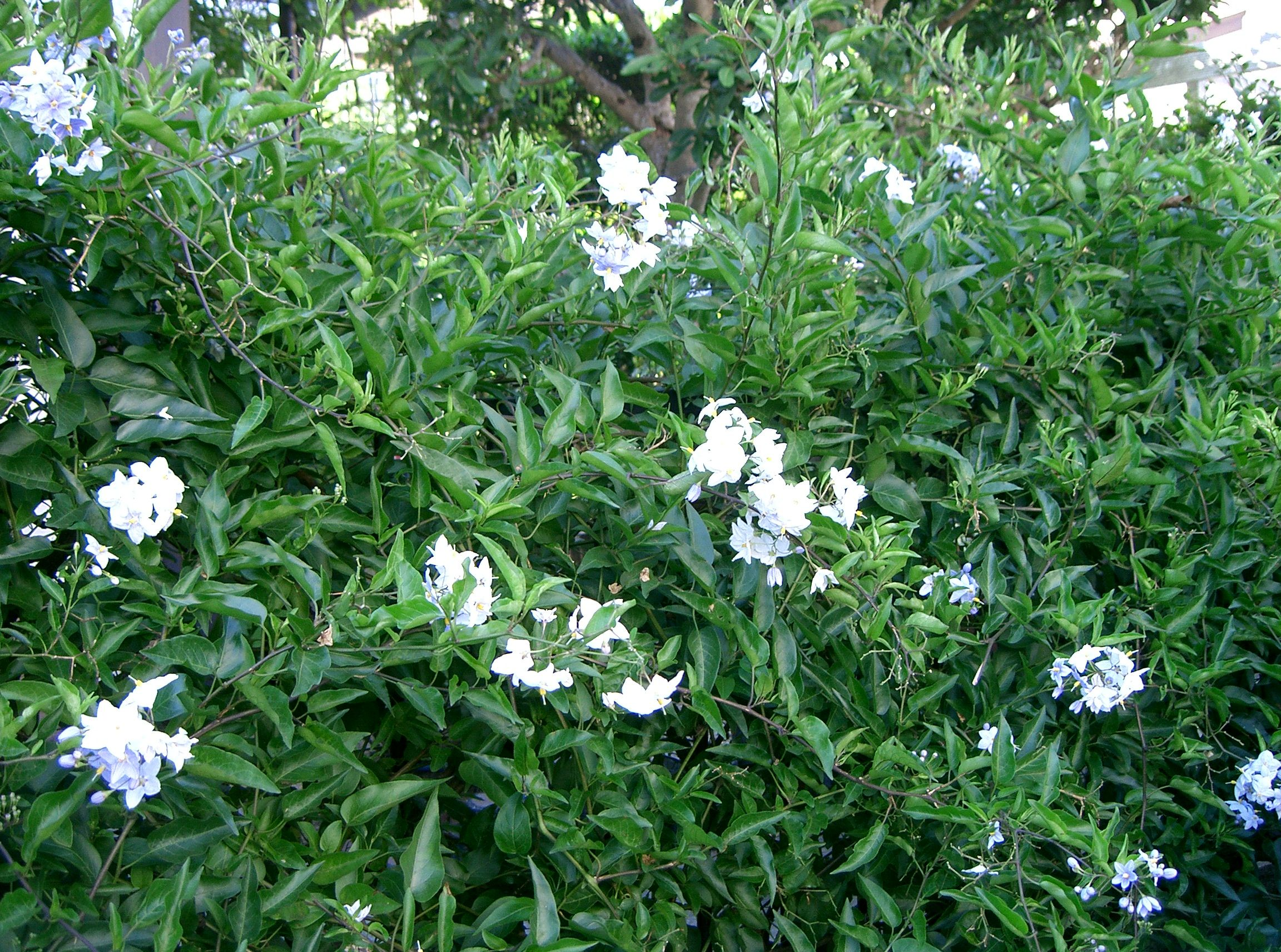

In 2006 werd in Nederland in een paar kwekerijen het Aardappelspindelknolviroïde aangetroffen in klimmende nachtschade.
... · 
S. bauerianum · 
S. crispum · 
S. dulcamara (Bitterzoet) · 
S. jasminoides (Klimmende nachtschade) · 
S. lycocarpum · 
S. lycopersicum (Tomaat) · 
S. macrocarpon (Antruwa) · 
S. melongena (Aubergine) · 
S. muricatum (Pepino) · 
S. nigrum (Zwarte nachtschade) · 
S. nigrum subsp. schultesii (Beklierde nachtschade) · 
S. physalifolium (Glansbesnachtschade) · 
S. quitoense (Lulo) · 
S. sodomaeum (Sodomsappel) · 
S. sessiliflorum (Orinoco-appel) · 
S. triflorum (Driebloemige nachtschade) · 
S. tuberosum (Aardappel) · 
S. uporo (Kannibaaltomaat) · 
S. villosum (Donsnachtschade) · 
S. wendlandii (Costa Ricaanse nachtschade) · 
...